# ロンドン・ガゼット

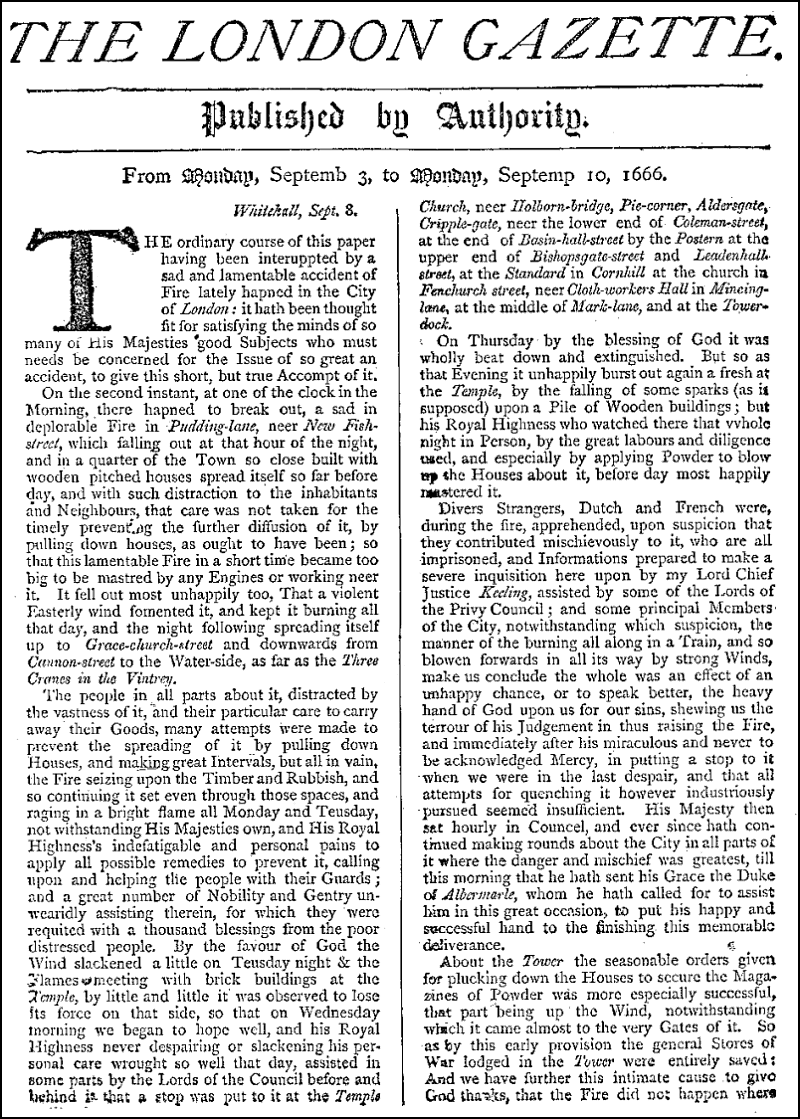
ロンドン大火を報じたロンドン・ガゼット1666年9月号の3-10ページ。後年の再版。

ロンドン・ガゼット（英語: The London Gazette）とは、イギリス政府による公式な政府公報であり、日本国で言う官報に相当する。イギリスにおいて一定の法定通知の発行が必要な公式新聞の中でもっとも重要な存在である。現在も発行されている最古のイングランドの新聞やイギリスにおいても発行が続いている最古の新聞であると主張していて、1665年11月7日に「オックスフォード・ガゼット」として創刊した。スタンフォード・マーキュリーやバローズ・ウスター・ジャーナルも最古の新聞だという主張をしているが、これはロンドン・ガゼットが一般的なニュースを報道する従来型の新聞ではないことに起因している。この2紙の発行部数は多くない。
イギリス政府におる公式新聞はこの他にエディンバラ・ガゼット、ベルファスト・ガゼットがあるが、ロンドン・ガゼットが扱っている国全体を扱った記事を再編集したのを除いて、それぞれスコットランドと北アイルランドに絞って発行している新聞である。
一方、ロンドン・ガゼットは国内全体を対象にした通知だけでなく、特にイングランドやウェールズの事物や人々に関連する通知も扱っていたが、スコットランドや北アイルランドを対象にした通知も扱うことがありそれらもロンドン・ガゼットで掲載しなければならなかった。
ロンドン、エディンバラ、ベルファストそれぞれの官報は英国印刷庁の代理として英国出版局が発行していて、国王の著作権の対象となっている。

## 現在
ロンドン・ガゼットは一般公休日を除く平日に発行されていて、以下のような通知が掲載されることが多い:
- イギリス議会やスコットランド議会による法案への国王裁可による承諾
- 庶民院で欠員が出た時の選挙令状 (en) の発行
- 特定の官公庁への任命
- 軍やその後の士官の昇進に関する委任
- 企業と個人の破産
- 叙勲（英語版）と軍事記章の授与
- 紋章の改名（英語版）
- 王室の布告 (en) とその他の宣言

英国印刷庁は全ての号をデジタル化していてオンライン公開している。
公式官報は英国出版局が発行していて、破産通知を除いてXML（電子メールやFTPで配信）やAtomフィードを経由したXML/RDFaを含む複数の機械可読形式で公開している。

## 歴史

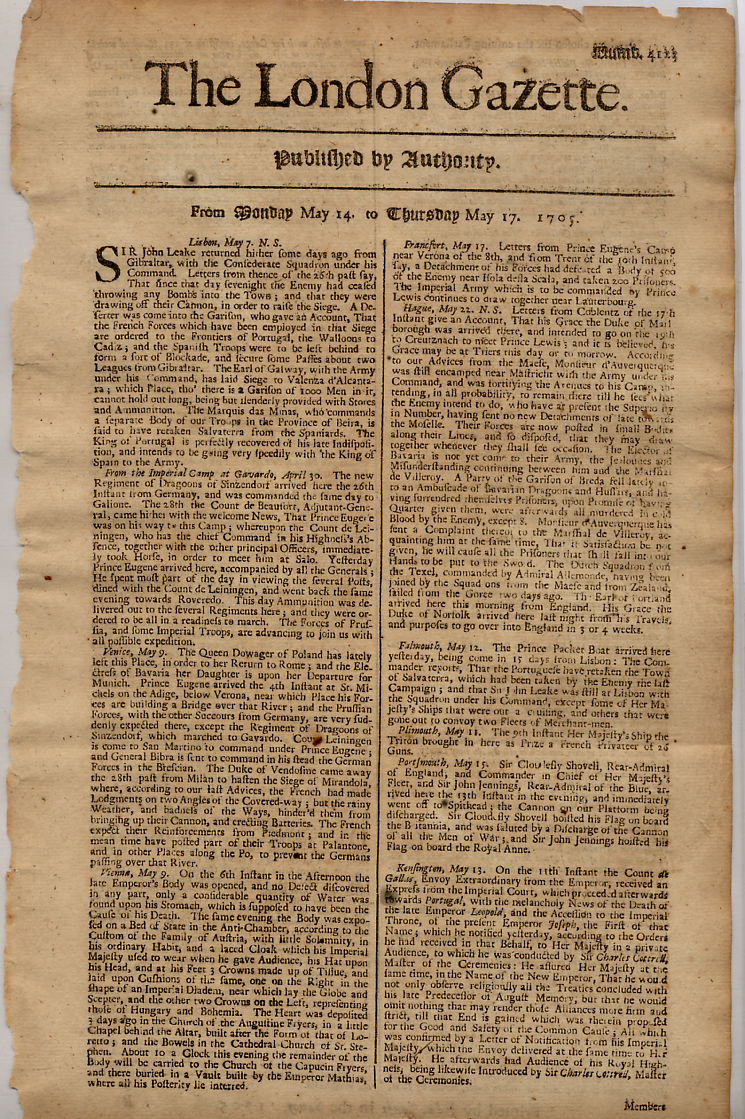
マルベラの海戦後にジョン・リークがジブラルタルから帰還したことを報じる1705年5月14-17日付けのロンドン・ガゼット

1665年11月7日にオックスフォード・ガゼットとして創刊した。チャールズ2世と王室はロンドンのペスト大流行から逃れるためにオックスフォードに移動したが、廷臣達は感染を恐れてロンドンで発行されている新聞を読むどころか触ることすらためらっていた。ガゼットはヘンリー・マディマンによる「公的機関発行」で初号はサミュエル・ピープスが自身の日記で言及している。ペストが終息したため王がロンドンに帰還した時は官報も移転し1666年2月5日にロンドン・ガゼットと（24号と表記）いう紙名で発行した。ガゼットは現代の基準で言えば新聞ではなく、購読契約者に郵送される形で一般人（消費者）に販売されていない。

## 官報掲載(Gazetted)
- 戦時中、様々な紛争地からの特派がロンドン・ガゼットに掲載され、名前が殊勲者公式報告書に記載（英語版）されたと言われていることが言及された。軍人が昇進する時、その昇進した事実について掲載された時に「官報掲載(gazetted)」と言われるようになった。

- 官報掲載(gazettedもしくはin the gazette)は時には破産の公表された公式通知を意味することにもなっており、1772年の鈍感な小作人と1822年の浪費する偽上級階級農民を比較した古い10行の詩のような例がある[6]
主人は耕作(Man to the plough)
妻は牛の世話(Wife to the cow)
娘は糸繰り(Girl to the yarn)
息子は納屋で仕事(Boy to the barn)
そして小作料は相殺される(And your rent will be netted.)
 
主人はタリホー(Man tally-ho)
娘はピアノ(Miss piano)
妻はシルクとサテン(Wife silk and satin)
息子はギリシャ語とラテン語(Boy Greek and Latin)
そして全て官報掲載(And you'll all be Gazetted)

また、「官報幸運ハンター(gazetted fortune hunter)」はこれから派生したフレーズである可能性がある。婚約や結婚の通知もかつて官報に掲載されていた。

## 植民地の官報
ロンドン・ガゼットをモデルにした官報もほとんどのイギリス植民地で発行されていた。